# Spilite

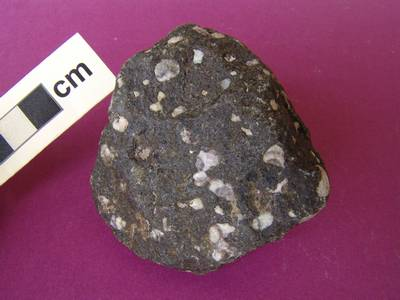
Spilite sous forme de variolite.

Une spilite (du grec spilos, tache, et lithos, pierre) est une roche volcanique basique apparentée au basalte, qui trouve son origine dans des coulées sous-marines, enrichi en sodium, riche en feldspaths sodiques. 

## Description
Une spilite est une roche magmatique vert bleu à vert sombre (mésocrate) à structure analogue à celle des basaltes, souvent à varioles claires avec amygdaleset filons blanchâtres de calcite. 
Le feldspath est de l'albite en phénocristaux ou en micro-lames minces, elle est accompagnée de chlorite, de sphène, d'oxydes de fer, et parfois d'épidote, de clinopyroxènes (augite), rarement de pseudomorphoses, d'olivine.

## Formation
La spilite correspondrait à un magma basaltique « autométamorphisé », c’est-à-dire hydrothermalisé au contact de l’eau de mer. La coulée basaltique constituée d'un bain silicaté déjà cristallisé, subirait, en présence de vapeur d'eau, des phénomènes de transformation deutérique (autométamorphisme), avec enrichissement en Na2O, H2O, CO2 et appauvrissement en Al2O3 et K2O.

## Gisement
Les spilites se trouvent dans les zones orogéniques, en liaison avec des kératophyres et/ou des basaltes, constituant de petits massifs, des filons, et surtout des coulées massives ou en coussins. Elles sont associées à des filons de kératophyres.

## Utilisation
Granulats dans l'industrie.